# The Venetian Las Vegas

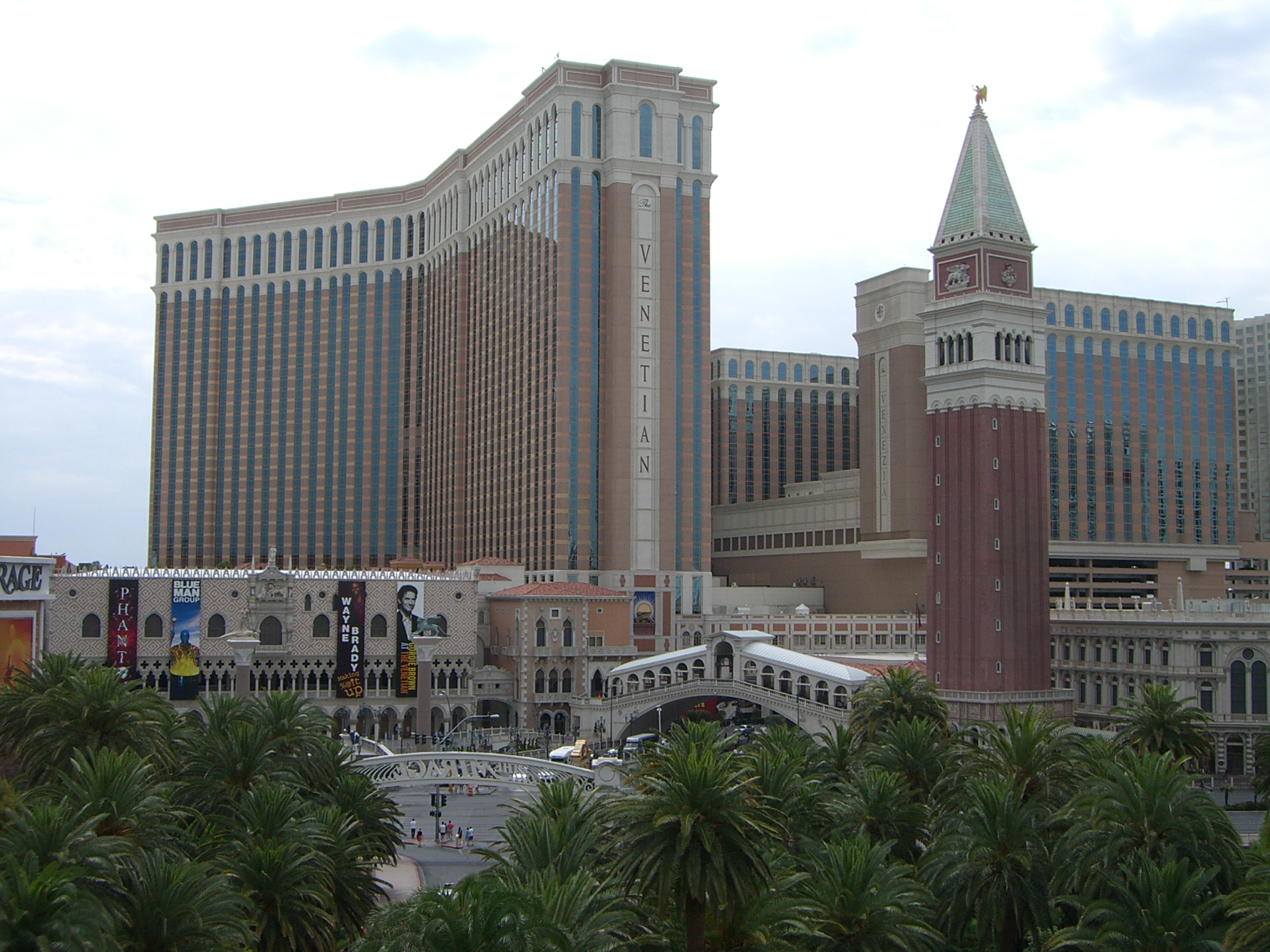
The Venetian Las Vegas

The Venetian Las Vegas je luxusní hotel a kasíno na bulváru Las Vegas Strip v Paradise v metropolitní oblasti Las Vegas v USA. Disponuje více než 4000 pokoji.
Americký miliardář Sheldon Adamson byl léta posedlý myšlenkou postavit ve Spojených státech repliku italských Benátek. Mimo jiné i proto, že tam s manželkou strávil líbánky. V roce 1997 začal jednat. V oblasti Las Vegas zakoupil jeden z nejznámějších místních hotelů, nechal ho zbourat a na jeho místě se rozhodl vybudovat kopii benátského centra. Všemu předcházely pečlivé kunsthistorické a architektonické rešerše. V létě 1998 začal na ploše dvaceti hektarů své Benátky stavět a v květnu roku 1999 byl hotelový a obchodní komplex otevřen.
V komplexu se nachází repliky benátských památek, jako je např. kostel sv. Marka se zvonicí, Dóžecí palác nebo Canale grande s gondolami.